# Верхнее Вехкозеро
Верхнее Вехкозеро — пресноводное озеро на территории Амбарнского сельского поселения Лоухского района Республики Карелии.

## Общие сведения
Площадь озера — 7,3 км², площадь водосборного бассейна — 123 км². Располагается на высоте 67,9 метров над уровнем моря.
Форма озера лопастная, продолговатая: оно на десять километров вытянуто с запада на восток. Берега изрезанные, каменисто-песчаные, преимущественно возвышенные.
Через озеро течёт река Домашняя, впадающая в Лоухское озеро, из которого берёт начало река Луокса, приток реки Керети, впадающей, в свою очередь, в Белое море.
В озере более трёх десятков безымянных островов различной площади, однако их количество может варьироваться в зависимости от уровня воды.
Код объекта в государственном водном реестре — 02020000711102000002590.